# Cronaca di una morte annunciata
Cronaca di una morte annunciata is een Italiaans-Frans-Colombiaanse film van Francesco Rosi die werd uitgebracht in 1987.
Het scenario is gebaseerd op de gelijknamige roman (1981) van Gabriel García Márquez. 

## Verhaal
Veel jaren na de feiten keert de Colombiaanse arts Cristo Bedoya terug naar zijn geboortedorp aan de kust om er het ziekenhuis te leiden. Hij had destijds de streek verlaten toen zijn vriend Santiago Nasar vermoord werd. Nu blikt hij terug op wat er toen is voorgevallen.
Zevenentwintig jaar geleden is Bayardo San Roman, een jonge en knappe man, in het dorp aanbeland. Niemand kent hem, men weet algauw dat hij rijk is en kennelijk op zoek naar een vrouw. Na enige tijd wordt hij verliefd op een plaatselijke schone, Angela Vicario, en hij is van plan met haar te trouwen. Na het huwelijksfeest stelt hij echter vast dat zijn kersverse bruid geen maagd meer is. Daarop brengt hij haar terug naar haar familie. De moeder van Angela slaat haar in de hoop dat Angela de naam van de dader opbiecht. Ten slotte dwingen haar twee broers haar hen te vertellen wie haar heeft ontmaagd. Ze antwoordt dat het Santiago Nasar was. Zoals de traditie het voorschrijft zullen de broers de eer van de familie wreken door Santiago Nasar te doden.

## Rolverdeling
| Acteur             | Personage                          |
| ------------------ | ---------------------------------- |
| Rupert Everett     | Bayardo San Roman                  |
| Ornella Muti       | Angela Vicario                     |
| Gian Maria Volonté | dokter Cristo Bedoya               |
| Irene Papas        | Pura Vicario, de moeder van Angela |
| Anthony Delon      | Santiago Nasar                     |
| Lucia Bosè         | Plácida Linero                     |
| Silverio Blasi     | Lázaro Aponte                      |
| Alain Cuny         | de weduwnaar                       |